# 1965年の宝塚歌劇公演一覧
本項目では、1965年の宝塚歌劇公演一覧（1965ねんのたからづかかげきこうえんいちらん）について示す。

## 宝塚公演

### 専科・月組
- 1月1日 - 1月25日　宝塚大劇場

#### 舞踊『花響楽』 10場
スタッフ
- 作・演出：白井鐡造
- 演出：菅沼潤
- 音楽：十時一夫、中井光靖、高井良純、吉崎憲治、望月太明十郎
- 音楽指揮：野村陽児
- 振付：花柳禄寿、花柳錦之輔、花柳寛、花柳幾久英
- 装置：海老名正夫、荒島鶴吉
- 衣装：小西松茂、中川菊枝
- 照明：今井直次、
- 小道具：生島道正
- 効果：松永浩志
- 演出補：小原弘亘
- 演出助手：鈴木武

主な出演
- 梅千歳、渡辺綱：春日野八千代
- 竹万歳、鬼神：神代錦
- 松翁、代官：冨士野高嶺
- 奥方：沖ゆき子
- 鶴寿、太郎：内重のぼる
- 右源太：豊みのる
- 左源太：古城都
- 歌売りの若者：上月晃
- お花：初風諄

#### グランド・レビュー『ボン・ビアン・パリ』 20場
- 作・演出は内海重典

### 雪組
- 1月29日 - 2月28日　宝塚大劇場

#### ミュージカル・ドラマ『楊妃と梅妃』 6場
スタッフ
- 作・演出：植田紳爾
- 監修：升屋治三郎
- 音楽：中井光靖、寺田瀧雄
- 音楽指導：野村陽児
- 振付：川上五郎
- 装置：渡辺正男
- 衣装：小西松茂
- 照明：今井直次
- 小道具：上田特市
- 効果：坂上勲
- 録音：松永浩志
- 演出助手：阿古健
- 振付助手：高木祥次

主な出演
- 楊妃：真帆志ぶき
- 梅妃：松乃美登里
- 斐炎：加茂さくら
- 李亀年：牧美佐緒
- 玄宗皇帝：桂木ゆたか
- 老船頭：大路三千緒

#### 宝塚ミュージカル『港に浮いた青いトランク』 20場
スタッフ
- 作・演出：高木史朗
- 作曲：中元清純
- 編曲：高井良純、高崎憲治
- 音楽指揮：溝口尭
- 振付：山田卓
- 装置：黒田利邦
- 衣装：静間潮太郎
- 照明：今井直次
- 小道具：生島道正
- 効果：東信行、宝塚映画製作所音響技術部
- 録音：松永浩志
- 演出補：川井秀幸
- 演出助手：大関弘政、鈴木武

主な出演
- 楠章二：真帆志ぶき
- 菅原竜三：松乃美登里
- 須磨照子：加茂さくら
- 平野マヤ：黒木ひかる
- ミツ：大路三千緒
- 一郎：牧美佐緒
- 次郎：汀夏子
- ミヨ：可奈潤子
- 神父：上月晃
- 栄ヤン：清川はやみ
- フク：淡路通子
- ユリ：日夏悠理

### 花組
- 3月3日 - 3月23日　宝塚大劇場
- 宝塚歌劇団51期生の初舞台

#### グランド・レビュー『われら花を愛す』 12場
スタッフ
- 作・演出：菅沼潤
- 音楽：寺田瀧雄、高井良純、吉野憲治、南安雄、望月太明十郎
- 音楽指揮：野村陽児
- 振付：花柳寛、花柳幾久英、渡辺日佐夫
- 装置：黒田利邦、新保正雄
- 衣装：小西松茂、中川菊枝
- 照明：今井直次、山本重信
- 小道具：上田特市
- 効果：坂上勲
- 録音：松永浩志
- 演出補：柴田侑宏
- 演出助手：鈴木武

主な出演
- 猩々：美吉左久子
- 白拍子：桃山千歳
- 若衆、安珍：星空ひかる
- 歌手、蘭童：麻鳥千穂
- 白拍子花子：白雪式娘
- 女房さくら：水穂葉子
- 歌姫：美和久百合
- 冥府の女：亜矢ゆたか

#### グランド・ショー『エスカイヤ・ガールス』 24場
- 作・演出は鴨川清作

### 星組
- 3月25日 - 4月29日　宝塚大劇場

#### グランド・ショー『エスカイヤ・ガールス』 20場
- 作・演出は鴨川清作

#### ミュージカル・コメディ『リュシエンヌの鏡』-可愛い悪女- 24場
スタッフ
- 作・演出：鴨川清作
- 音楽：入江薫、中井光晴
- 音楽指導：野村陽児
- 振付：河上五郎、岡正躬
- 装置：静間潮太郎
- 照明：黒田利邦
- 小道具：生島道正
- 録音：松永浩志
- 演出助手：岡田敬二
- 振付助手：鈴木武

主な出演
- リュシエンヌ：那智わたる
- イワン：立花公子
- レオン：千波淳
- クローデル伯：天城月江
- ミハイル老人：水代玉藻
- セルゲイ：南原美佐保
- ジョルジュ：薫邦子
- ジャン：千夏記
- ジュリアン：安芸ひろみ
- ミシエル：大空美鳥

### 月組
- 5月1日 - 5月31日　宝塚大劇場

#### 舞踊詩『歌くらべ<明治編>』 10場
スタッフ
- 構成・演出：内海重典
- 演出・振付：二世西川鯉三郎
- 音楽：入江薫、吉崎憲治
- 音楽指揮：溝口尭
- 振付：西川鯉暢、西川鯉右
- 装置：石川日出雄
- 衣装：小西松茂、中川菊江
- 照明：今井直次
- 小道具：上田特市
- 効果：坂上勲
- 録音：松永浩志
- 演出補：柴田侑宏
- 振付助手：高木祥次

主な出演
- 杉野作之進：美山しぐれ
- 芸者：恵さかえ
- 新内流し：秩父美保子
- 歌う芸者：八汐路まり
- 正太郎：古城都
- 杉野小夜：初風諄
- 歌う兵士：清はるみ

#### グランド・ミュージカル『スペードの女王』 20場
- 作・演出：白井鐡造

### 花組
- 6月2日 - 6月29日　宝塚大劇場

#### 舞踊劇『笛吹きと豚姫』 12場
スタッフ
- 作・演出：高木史朗
- 作曲：中元清純
- 音楽指揮：溝口堯
- 振付：県洋二
- 装置：黒田利邦
- 衣装：小西松茂
- 照明：今井直次
- 小道具：生島道正
- 効果：坂上勲
- 録音：松永浩志
- 演出補：植田紳爾
- 振付助手：鈴木武

主な出演
- 笛彦：星空ひかる
- お柳：水穂葉子
- ゆき：白雪式姫
- 琴姫：甲にしき
- 藤麻呂：近衛真理
- 序詞役：麻鳥千穂

#### ミュージカル・コメディ『ぼくらの時代』 20場
スタッフ
- 作・演出：横澤秀雄
- 作曲：河崎恒夫、高井良純、寺田瀧雄、中野潤二、吉崎憲治
- 音楽指揮：野村陽児
- 振付：岡正躬、佐々木和男、山田卓、朱里みさを、喜多弘
- 装置：石浜日出雄
- 衣装：静間潮太郎
- 照明：今井直次、北辻芳一
- 小道具：上田特一
- 効果：東信行
- 録音：松永浩志
- 演出補：柴田侑宏
- 演出助手：阿古健
- 振付助手：高木祥次

主な出演
- 羽田三平：麻鳥千穂
- 西本太郎：星空ひかる
- 花井ユリ子：美和久百合
- 三島のり子：北原真紀
- 星マリ子：近衛真理
- 星久仁子：花久仁子
- 杉山甲太：甲にしき
- 小林かおる：薫邦子
- 荒金先生：桃山千歳
- 小林夫人：白雪式娘
- 東小路三吉：清川はやみ

### 星・雪組
- 7月1日 - 8月2日　宝塚大劇場

#### 物語り風土記第三篇『奥の細道』 17景
スタッフ
- 演出・振付：渡辺武雄
- 脚本：三隅治雄
- 音楽：酒井協、堤五郎、中井光晴、河崎恒夫
- 音楽指導：橋本和明
- 振付：花柳和可也
- 装置：黒田利邦
- 衣装：小西松茂
- 照明：北辻芳一
- 小道具：上田特市
- 効果：坂上勲
- 録音：松永浩志
- 演出助手：阿古健、大関弘政
- 振付助手：高木祥二

主な出演
- 源融：天城月江
- 村娘トラ：大空美鳥
- 義経：高城珠里
- 弁慶：松乃美登里
- 大名：大路三千緒
- 漁師：南原美佐保
- 歌う武士：汀夏子
- 尼僧：鳴海潮

#### ミュージカル・コメディ『グッドバイ海賊』 18場
スタッフ
- 作・演出：小原弘亘
- 音楽：吉崎憲治、寺田瀧雄、南安雄、奥村貢
- 音楽指揮：溝口尭
- 振付：岡正躬、佐々木和夫、山田卓
- 装置：渡辺正男
- 衣装：静間潮太郎
- 照明：今井直次
- 小道具：生島道正
- 効果：坂上勲
- 録音：松永浩志
- 演出助手：海野洋司
- 振付助手：鈴木武

主な出演
- ジム・シルバー：高城珠里
- ゴールド卿：大路三千緒
- アイアン艦長：松乃美登里
- スペイン総督：天城月江
- 海賊：千波淳、直木玉実、南原美佐保、汀夏子
- サファイヤ：近衛真理

### 特別公演
- 8月4日 - 8月31日　宝塚大劇場

#### パリ公演作品『花の巴里』～宝塚 2部23場
スタッフ
- ババリア・アテリエ（現ババリア フィルム（英語版））・宝塚歌劇団共同制作
- 総指揮：内山信愛
- 構成・演出：ミヒャエル・フレガール、白井鐡造、高木史朗、内海重典、渡辺武夫
- 音楽：酒井協、高橋廉、十時一夫、中元清純、寺田瀧雄、望月太明十郎
- 琴・作曲：葛原祐川
- 音楽指揮：ハインツ・キースリ、橋本和明
- 振付：パティ・ストーン、ウィリアム・ミリエ、渡辺武夫、銭谷信昭、花柳錦之輔、花柳幾久英、花柳有洸、県洋二
- 装置：ヴァルター・ドルフラー、石浜日出雄、黒田利邦、渡辺正男、荒島鶴吉
- 衣装：ホルガー、小西松茂、中川菊枝
- 照明：ミヒャエル・フレガール、久保安太郎
- 小道具：ミヒャエル・フレガール、生島道正
- 効果：松永浩志
- 演出助手：ラインハルト・ハウフ
- 演出補：菅沼潤、川井秀幸、植田紳爾
- 振付助手：鈴木武、黒木ひかる

##### 『宝塚おどり絵巻』
主な出演
- 伎芸天、娘：真帆志ぶき
- 若衆、深川男：那智わたる
- 若衆、花むこ：麻鳥千穂
- 白拍子：桃山千歳
- 獅子：御幸沙智子
- 姫：初風諄
- 娘：四条秀子
- 深川女：若山かずみ

##### 『世界への招待』
主な出演
- 歌う男：真帆志ぶき、那智わたる、麻鳥千穂
- 歌う女：如月美和子、美和久百合
- フラメンコの女：大海竜子

### 雪組
- 9月2日 - 9月30日　宝塚大劇場

#### 舞踊史劇『伊豆の頼朝』 8場
スタッフ
- 作・演出：柴田侑宏
- 音楽：高井良純、寺田瀧雄
- 音楽指導：野村陽児
- 振付：渡辺武夫、河上五郎
- 装置：石浜日出雄
- 衣装：小西松茂、中川菊枝
- 照明：久保安太郎
- 小道具：上田特市
- 効果：坂上勲
- 録音：松永浩志
- 演出助手：阿古健

主な出演
- 頼朝：内重のぼる
- 北条時宗：大路三千緒
- 政子：日夏悠理
- 山木兼隆：松乃美登里
- 藤九郎盛長：南原美佐保
- 沙依姫：竹里早代
- 文覚上人：立花公子
- 比企の尼：三鷹恵子

#### ミュージカル・プレイ『ゴールデン・シャドウ』 24景
- 作・演出：鴨川清作

### 月組
- 10月2日 - 10月28日　宝塚大劇場

#### 宝塚ロマンス『海の花天女』 6場
スタッフ
- 作：平岩弓枝
- 演出：春日野八千代
- 振付：藤間勘十郎
- 作曲：寺田瀧雄
- 音楽指導：野村陽児
- 衣装：渡辺正男
- 装置：小西松茂
- 照明：大庭三郎
- 小道具：上田特市
- 効果：東信行
- 録音：松永浩志
- 演出助手：阿古健
- 振付助手：高木祥次

主な出演
- 若彦：春日野八千代
- 亜矢：淀かほる
- 黄大臣：美吉左久子
- 左麿：上月晃
- 志乃：瑠璃豊美
- 李青児：神州洋子
- 林芳明：谷ちづる

#### グランドショー『レインボー・タカラヅカ』 20場
- 作・演出：高木史朗

### 星組
- 10月30日 - 11月30日　宝塚大劇場

#### オペラ・ファンタジー『なよたけの恋』 4幕
スタッフ
- 作・演出：阿古健
- 作曲：高井良純
- 音楽指導：野村陽児
- 振付：花柳幾久英
- 装置・照明：黒田利邦
- 衣装：静間潮太郎、中川菊枝
- 照明：山本重信
- 小道具：上田特市
- 効果：村上茂
- 録音：松永浩志
- 演出助手：大関弘政
- 振付助手：高木祥次

主な出演
- なよたけ：竹里早代
- 橘の光：南原美佐保
- 榎力：直木玉実
- 杉知：大滝子
- 銀ノ大臣：天城月江
- 黒百合丸：立花公子

#### グランド・レビュー『ラ・グラナダ』 17場
- 作・演出：内海重典

### 花組
- 12月2日 - 12月26日　新芸劇場

#### アンデルセン童話より『おやゆび姫』 12場
原作はアンデルセン童話『親指姫』より。

#### ミュージカル・コメディ『不思議な赤穂浪士』 7場
スタッフ
- 作・演出：大関弘政
- 音楽：中井光靖
- 音楽指揮：野村陽児
- 振付：喜多弘
- 装置：黒田利邦
- 衣装：小西松茂、中井菊枝
- 照明：棚橋守
- 小道具：飯島道正
- 効果：坂上勲
- 録音：松永浩志
- 演出助手：阿古健

主な出演
- 銀次：郷ちぐさ
- 次郎吉：沖ゆき子
- 五右衛門：薫邦子
- おふみ：那賀みつる
- お光：水穂葉子
- 忠兵衛：水代玉藻
- 芸者：白雪式娘

#### ショー・ファンタジー『色彩の冒険』 10場
スタッフ
- 作・演出：横澤秀雄
- 音楽：河崎恒夫、中野潤二、吉崎憲治、小坂務、田中克彦
- 音楽指揮：溝口尭
- 振付：岡正躬、佐々木和男、山田卓、喜多弘、朱里みさを
- 装置：石浜日出雄
- 衣装：静間潮太郎
- 照明：北辻芳一
- 小道具：上田特市
- 効果：村上茂
- 録音：松永浩志
- 演出助手：海野洋司
- 振付助手：高木祥次

主な出演
- エトワール：淡路通子
- 雪の女王：近衛真理
- 歌う青年：薫邦子
- 彼女：近衛杏
- 雪の紳士：麻月毬生

## 東京公演
（）内は、作者または演出者名。

### 星組
- 1月1日 - 1月28日　東京宝塚劇場
  - 『太陽に乾杯!』（横澤英雄）
  - 『リュシエンヌの鏡』（菊田一夫、鴨川清作　演出）

特別出演
- 麻鳥千穂

### 専科・月組
- 3月6日 - 3月30日　東京宝塚劇場
  - 『花響楽』（白井鐡造、菅沼潤　演出）
  - 『霧深きエルベのほとり』（菊田一夫、鴨川清作　演出）

専科の特別出演（名字のみ）
- 春日野、冨士野、神代、沖

### 雪組
- 4月3日 - 4月27日　東京宝塚劇場
  - 『楊妃と梅妃』（植田紳爾）
  - 『港に浮いた青いトランク』（高木史朗）

### 月組
- 7月7日 - 7月31日　東京宝塚劇場
  - 『歌くらべ』（内海重典　構成・演出）
  - 『スペードの女王』（白井鐡造）

特別出演
- 内吹美砂、美吉左久子、沖ゆき子

### 花組
- 8月3日 - 8月27日　東京宝塚劇場
  - 『笛吹きと豚姫』（高木史朗）
  - 『天使が見ている』（横澤英雄）

特別出演
- 淀かほる、上月晃、水はやみ、榛名由梨

### 合同特別
- 11月3日 - 11月26日　東京宝塚劇場
  - 『佐渡の昼顔』（菊田一夫、鴨川清作　演出）
  - 『世界への招待』（ババリア・アテリエ、宝塚歌劇団共同制作）

## 宝塚・東京以外の日本公演
（）内は、作者または演出者名。

### 花組選抜
- 1月17日　那覇
  - 『日航まつり特別公演』

### 花組
- 4月3日 - 4月27日　札幌、小樽、旭川、北見、釧路、帯広、室蘭、函館、弘前、水沢、仙台、酒田、八王子、高崎
  - 『春夏秋冬』（鴨川清作）
  - 『幸せがいっぱい』（高木史朗）

### 第3回宝塚フェスティバル
- 5月29日　大阪・毎日ホール

### 月組
- 8月18日 - 8月20日　京都
  - 『花のみちのく』（郷土芸能研究会　構成）
  - 『レビューへの招待』（高木史朗）

- 11月18日 - 11月27日　釧路、帯広、室蘭、旭川、小樽、芦別、札幌
  - 『花のみちのく』（郷土芸能研究会　構成）
  - 『レビューへの招待』（高木史朗）

## パリ公演
- 1965年9月12日日本出発、10月21日帰国

公演日と公演地
- 9月18日 - 9月20日　アルハンブラ モーリス シュパリエ劇場（英語版）[5]・公演試演会
- 9月21日 - 10月17日　上記の同劇場・一般公演
- 10月5日 - 10月13日　テレビ撮影

演目
第1部：『宝塚おどり絵巻』"Japan" Yesterday-Today-Tomorrow
第2部：『世界への招待』Les Rythmes Du Mode- Takarazuka
スタッフ
- ババリア・アテリエ共同制作（プロデューサー：ミヒャエル・フレガール）[5][6]
- 団長：益田秀高
- 総務：小辻糺
- ステージ・マネージャー：菅沼潤、植田紳爾
- 振付助手兼通訳：黒木ひかる
- 演出助手兼通訳：川井秀幸　ほか（全12名）

参加生徒
- 美山しぐれ
- 四條秀子
- 桃山千歳
- 御幸沙智子
- 高殿ゆかり
- 真帆志ぶき
- 那智わたる
- 如月美和子
- 麻鳥千穂
- 松平三保

- 若山かずみ
- 松本悠里
- 九重咲子
- 美和久百合
- 月乃江まどか
- 橘香久子
- 笹潤子
- 明左弓
- 水島みのる
- 豊みのる

- 菊かほる
- 甲にしき
- 美国亜耶
- 可奈潤子
- 勝陽子
- 秋乃木実
- 白川景子
- 玉梓瑠美
- 与謝野ひろみ
- 松陰ゆりか

- 雛とも子
- 牧美佐緒
- 丸山みどり
- 美高悠子
- 花登章
- 初風諄
- 亜矢ゆたか
- 花久仁子
- 大海竜子
- 安芸ひろみ

- 若みゆき
- 姫由美子
- 紅園ゆりか
- 銀あけみ
- 千波薫
- 千草美景
- 風さやか
- 紺早千子
- 藤波かほる
- 八島左知

- 初海由佳
- 千夏記

（52名）